# Fəridə Məmmədova
Fəridə Cəfər qızı Məmmədova (* 8. August 1936 in Subowka; † 8. Dezember 2021 in Baku), auch Farida Mammadova (kyrillisch: Фарида Мамедова), war eine sowjetische bzw. aserbaidschanische Historikerin und Professorin für Geschichtswissenschaften sowie eine der wichtigsten Autorinnen der umstrittenen Theorie über die Herkunft der modernen Aserbaidschaner von den antiken kaukasischen Albanern.

## Biografie
Fəridə Məmmədova wurde 1936 in Zubovka (russisch Зубовка; auch: Ali Bayramli), dem heutigen Şirvan, geboren. Sie begann 1955 in Baku ihr Studium an der Fakultät für Geschichte der Aserbaidschanischen Staatsuniversität und schloss es 1960 ab. Im Anschluss war sie am Institut für Geschichte an der Nationalen Akademie der Wissenschaften von Aserbaidschans (ANAS) tätig. Von 1962 bis 1969 forschte sie am Institut für Orientalische Studien an der Akademie der Wissenschaften der UdSSR in Leningrad. 1971 erzielte sie den PhD und 1987 den wissenschaftlichen Doktorgrad. 2001 wurde sie zum Korrespondierenden Mitglied der ANAS gewählt.
Fəridə Məmmədova starb nach langer, schwerer Krankheit am 8. Dezember 2021 in Baku und wurde in Salyan beerdigt.

## Forschungstätigkeit
Fəridə Məmmədova widmete ihre Forschungstätigkeit dem antiken Albania auf dem Gebiet der heutigen Republik Aserbaidschan, dessen Bewohner (Qafqaz albanları, englisch Albanians) nach ihrer und der in Aserbaidschan vorherrschenden Auffassung die „Vorfahren des aserbaidschanischen Volkes“ sein sollen. Sie wird als Autorin von 6 Monographien und 120 wissenschaftlichen Artikeln genannt. Hervorgehoben wird ihre Monographie „Politische Geschichte und historische Geographie des kaukasischen Albania“ (Политическая история и историческая география Кавказской Албании, Baku 1986), in der sie eine Kontinuität zwischen dem antiken Albania, der Kirche von Albania (Aghwank) im Mittelalter und dem heutigen Aserbaidschan herstellt. In diesem Werk spricht sie von einer „Armenisierung des albanischen kulturellen Erbes in Aserbaidschan“.
Məmmədova forschte zur Entstehung der Feudalbeziehungen in Albania, das sie als „ersten aserbaidschanischen Staat“ bezeichnet. Sie definierte die Grenzen des Staates Albania in seiner Geschichte vom 5. Jahrhundert v. Chr. bis zum 8. Jahrhundert n. Chr., wozu sie 6 Karten erarbeitete, und befasste sich mit der Geschichte der Ausbreitung des Christentums in Albania und der Gründung der alwanischen Kirche.
2004 erhielt Mamedova den aserbaidschanischen Ehren-Orden Shohrat.

## Kritik
Kontrovers wurde ihre Dissertation diskutiert, u. a. unter Beteiligung des Friedensnobelpreisträgers Andrei Sacharow: Aus armenischer Perspektive wurde ihre Sicht auf die Ethnogenese des aserbaidschanischen Volkes als Geschichtsverfälschung betrachtet.
Außerhalb Aserbaidschans wurden Məmmədovas Theorien wegen Fehlinterpretation historischer Quellen und Geschichtsrevisionismus kritisiert. Zu Məmmədovas Kritikern gehört der russische Historiker Wiktor Alexandrowitsch Schnirelman (Виктор Александрович Шнирельман), der in seinem Buch „Kriege um Erinnerung“ (Войны памяти) ihrem Wirken ein ganzes Kapitel widmet und den Einfluss der antiarmenischen Autoren Wasili Lwowitsch Welitschko (Василий Львович Величко) und Ziya Bünyadov (Зия Мусаевич Буниятов) auf ihre Theorien feststellt.
Laut Thomas de Waal formulierte Məmmədova ihre Theorien in dieser Weise, um „die Armenier vollständig vom Kaukasus zu trennen“. Nach de Waals Worten „lokalisierte sie das kaukasische Albania auf dem Territorium des modernen Staates Armenien: Alle Gebiete, Kirchen und Klöster in Armenien wurden als albanisch bezeichnet.“ Er bezeichnet Məmmədovas Theorien als „eine verbesserte Version dessen, was ein sehr grobes Werkzeug in Aserbaidschan wurde“.
Zu Məmmədovas Äußerungen über Armenien gehören:
Und es ist bekannt, dass auf dem gesamten Planeten genau das armenische Volk durch seine Abwesenheit spiritueller und anderer menschlicher Werte gekennzeichnet ist.
sowie:
Es gibt nur zwei Nationen mit einer Identität und ohne Staat: die Juden und die Armenier. Der Unterschied ist, dass die Juden ihren Staat in ihrer historischen Heimat errichteten, während die Armenier ihren Staat nicht in ihrer historischen Heimat errichteten.

## Veröffentlichungen
- «История албан» Моисея Каланкатуйского как источник по общественному строю Кавказской Албании. Baku 1977.
- Политическая история и историческая география Кавказской Албании. Baku 1986.
- Историческая география Азербайджана. Baku 1987 (mit Koautoren).
- Причинно-следственная связь Карабахской проблемы (in Aserbaidschan und Deutschland erschienen).
- Le probleme de l’ethnos albanv-caucasien «L’antropoloqie sovietique». Paris 1990.
- Кавказская Албания и албаны. Baku 2005; englische Ausgabe: Caucasian Albania and Albanians. Baku 2005; zweite Auflage, Baku 2021.